# Sumitomo Life
Sumitomo Life Insurance Company (住友生命保険相互会社 Sumitomo Seimei Hoken Sōgo-gaisha, Sumisei) er et japansk livsforsikringsselskab. Det blev etableret i 1907 og har hovedkvarter i Osaka.